# Psychrolutes marcidus
A Psychrolutes marcidus a skorpióhal-alakúak (Scorpaeniformes) rendjébe, azon belül a Psychrolutidae családba és a Psychrolutes nembe tartozó mélytengeri halfaj. Angol neve blobfish, magyarul gyakran említik kocsonyahal néven, bár ez nem hivatalos elnevezés. Neve görög eredetű, a "psychroloutes" jelentése: "Hideg vízben fürdött". Az állat 2013-ban az Ugly Animal Preservation Society (Egyesület a Ronda Állatok Megmentéséért) és a newcastle-i British Science Festival közös szavazását a legrondább állatok körében megnyerte.

## Elterjedése
Ausztrália és Tasmania mélyebb vizeiben. Hogy milyen mélységben él, arról megoszlanak a vélemények. A 800 méteres körüli mélységnél van az átlagos előfordulása, de a legszélesebb hivatalos becslés 100-2800 méterig teszi az életterét. A terjedőben lévő mélytengeri halászat révén kerülnek elő példányai, és mivel a faj egyedszáma nem meghatározható, ökológusok aggódnak a veszélyeztetettség miatt.

## Megjelenése
Legnagyobb példányai 30 centiméter hosszúak. A hal evolúciója során izmai jelentős részét elvesztette, azok kocsonyás anyaggá alakulva az emelkedés-süllyedésben segítik az állatot, mivel a víznyomás mértéke miatt az úszóhólyag már nem tudja ellátni a feladatát. Szája nagy és széles. Pikkelyei nincsenek. Megtalálhatók rajta a mellúszók valamint a farokúszó is. Emberre teljesen ártalmatlan, egyúttal maga sem ehető az ember számára.

## Életmódja
Ez a hal a Csendes-óceánban, Ausztrália vizeiben, 100-2800 méteres mélységben él. Alapvetően sodródik, így más halaknál kevesebb táplálékra van szüksége. A tengerfenék közelében tartózkodva minden fogyaszthatót megeszik, ami a szája elé kerül. Gyomortartalma alapján leginkább a rákokat kedveli.

## Szaporodás
Külsőleg, ikrákkal. A hím a megtermékenyített peték felett lebegve megeszi az azokat veszélyeztető állatokat.

## Fordítás
- Ez a szócikk részben vagy egészben  a   Blobfish című angol Wikipédia-szócikk fordításán alapul.  Az eredeti cikk szerkesztőit annak laptörténete sorolja fel. Ez a jelzés csupán a megfogalmazás eredetét és a szerzői jogokat jelzi, nem szolgál a cikkben szereplő információk forrásmegjelöléseként.